# Tobias Hermann
Tobias Hermann (* 11. April 1991 in Villingen-Schwenningen) ist ein deutscher Biathlet.
Tobias Hermann lebt in Gütenbach, startet für den SC Gütenbach und gehört als Sportsoldat der Sportfördergruppe der Bundeswehr in Todtnau-Fahl an. Er begann 2000 mit dem Biathlonsport. Im Sommer 2010 erhielt seine Karriere einen frühen Rückschlag, als er an Pfeifferschen Drüsenfieber erkrankte. Somit konnte er seine erste internationale Meisterschaft erst bei den Biathlon-Juniorenweltmeisterschaften 2011 in Nové Město na Moravě laufen, wo Hermann 53. des Einzels, 29. des Sprints und 14. der Verfolgung wurde. Ein Jahr später kamen in Kontiolahti die Ränge sechs in Einzel und Verfolgung sowie fünfte Plätze in Sprint und mit Roman Rees, Steffen Bartscher und Johannes Kühn im Staffelrennen hinzu.
In der Saison 2012/13 gab Hermann sein Debüt im IBU-Cup, wo er bei seinem ersten Sprint als Sechster nicht nur sofort Punkte gewann, sondern auch sogleich unter die besten Zehn kam. Im darauf basierenden Verfolgungsrennen verpasste er als Viertplatzierter nur um sieben Sekunden gegen Timofei Lapschin eine erste Podiumsplatzierung. Diese erreichte er an der Seite von Carolin Hennecke, Evi Sachenbacher-Stehle und Daniel Böhm in Ostrow, wo er mit der deutschen Mixed-Staffel Zweiter wurde.
Auch national ist Hermann erfolgreich. 2011 und 2012 gewann er bei deutschen Juniorenmeisterschaften vier Titel und wurde zweimal Vizemeister. Zudem gewann er 2012 die Gesamtwertung des Deutschlandpokals und wurde Zweiter der Gesamtwertung des Alpen-Cups. Bei den Seniorenmeisterschaften 2011 wurde er im Staffelrennen an der Seite von Simon Schempp und Benedikt Doll Dritter.